# Kenja no Mago
Kenja no Mago (賢者の孫 (Hiền Giả chi Tôn) n.đ. '"Cháu trai của Hiền Giả"') là một bộ light novel Nhật Bản được viết bởi Yoshioka Tsuyoshi và được vẽ minh họa bởi Kikuchi Seiji. Nó bắt đầu đăng lên trực tuyến vào tháng 1 năm 2015 trên tài khoản của trang trực tuyến của những người viết Light novel tạo bởi Shōsetsuka ni Narō. Nó được mua bản quyền lại bởi Enterbrain, nhà xuất bản đã ra mắt chín cuốn tính từ tháng 7 năm 2015 dưới dấu ấn Famitsu Bunko. Bộ manga được Yoshioka viết và Ogata Shunsuke minh họa xuất bản trên trang web Young Ace Up vào tháng 3 năm 2016. Bộ manga được thu thập tạo thành 22 quyển Tankōbon. Anime trên truyền hình được chuyển thể bởi Silver Link và đã ra mắt vào ngày 10 tháng 4 năm 2019.

## Nhân vật
Shin Wolford (シン＝ウォルフォード Shin Worufōdo)
Lồng tiếng bởi: Kobayashi Yūsuke
Kiếp trước sống nhàm chán khi là một nhân viên làm công ăn lương ở Nhật Bản, bị chết do tai nạn giao thông, và đầu thai tại thế giới khác nhưng vẫn giữ lại ký ức cũ. Cậu khá cao, tóc tím than. Được nhận nuôi và huấn luyện từ bé bởi người ông Merlin, người bà Melida và người chú Michel, cùng với kinh nghiệm và tuy duy hiện đại của kiếp trước, ma pháp và khả năng chiến đấu của cậu xếp thứ 1 ở S-class (lớp học cao nhất) trong Học viện Pháp thuật Vương Quốc Earlshide và vượt trội so với các bạn cùng lớp. Cậu còn có thể chế tạo, sửa đổi và phù phép các ma pháp cụ trở thành vật sánh ngang báu vật quốc gia. Vì sống trong rừng suốt thời niên thiếu nên hiểu biết cơ bản về xã hội của cậu khá kém (do Merlin quên chỉ dạy). Giống với ông của mình, cậu có thể triển khai pháp thuật mà không cần niệm chú hay dùng tới các phần, vật liệu bổ trợ để thực hiện và sáng tạo ra các kĩ năng độc nhất như cánh cổng không gian.
August von Earlshide (アウグスト＝フォン＝アールスハイド Augusuto fon Ārusuhaido)
Lồng tiếng bởi: Komatsu Shohei
Hoàng tử kế vị Vương Quốc Earlshide, các bạn gọi anh là Aug. Cậu cao bằng Shin, tóc vàng. Cậu xếp thứ 2 ở S-class. Cậu rất được mọi người kính trọng. Giống như bố của mình, cậu có quyền xem xét các hành vi của người khác và phán xét, nhưng cậu không lạm dụng quyền lực mà chỉ dùng nó khi thật sự cần thiết. Cậu thường tận hưởng việc xem Shin xử lí các vấn đề xã hội và trêu chọc Shin.
Sicily von Claude (シシリー＝フォン＝クロード Shishirī fon Kurōdo)
Lồng tiếng bởi: Honizumi Rina
Hôn thê của Shin, con gái út trong gia đình Tử tước Claude, trên cô là một anh trai và hai chị gái. Gia đình cô sở hữu thị trấn Claude với khu suối nước nóng. Cô có dáng cao, tóc dài xanh lam từ mẹ và thân hình đẹp. Cô xếp thứ 4 ở S-class. Trong lần gặp mặt đầu tiên với Shin trên phố, cô và Maria bị quấy rối bởi một đám du côn và sau đó được Shin giải cứu. Hai người ngay lập tức phải lòng nhau. Cô khá nhút nhát, hay xấu hổ và nói lắp bắp khi mọi người trêu chọc về chuyện tình cảm của cô và Shin.
Maria von Messina (マリア＝フォン＝メッシーナ Maria fon Messhīna)
Lồng tiếng bởi: Wakai Yuki
Con gái thứ hai trong gia đình Bá tước Messina và là bạn thân của Sicily. Gia đình cô sở hữu một khu cảng. Cô có dáng cao như Sicily, tóc đỏ, thân hình đẹp. Cô xếp thứ 3 ở S-class. Maria là một người vui vẻ và hoà đồng so với Sicily. Cô là một fan cuồng của Merlin và Melida. Cô hay chọc Sicily với Shin, và luôn giúp mối quan hệ giữa hai người trở nên tốt hơn. Cô cũng hay ghen tị và than trời khi ai cũng có cặp có đôi còn mình vẫn chưa có người yêu.
Alice Corner (アリス コーナー Arisu Kōnā)
Lồng tiếng bởi: Kubota Miyu
Một cô gái tóc vàng, người nhỏ con nhất nhóm, tính cách khá ngây thơ và trẻ con nhưng ghét bị coi là trẻ con. Cô có bố làm tài chính. Cô xếp thứ 5 ở S-class. Cô thường chiến đấu cặp với Lynn.
Thor von Flegel (トール フォン フレーゲル Tōru fon Furēgeru)
Lồng tiếng bởi: Shida Arisa
Bạn từ nhỏ của August và Julius kiêm vệ sĩ cho August, con trai cả của một gia đình nam tước Flegel. Gia đình sử hữu một khu cho thợ lao động. Cậu khá thấp, mái tóc xám bạc và đeo kính. Cậu xếp thứ 6 ở S-class. Cậu thường chiến đấu cặp với Julius.
Lynn Hughes (リン ヒューズ Rin Hyūzu)
Lồng tiếng bởi: Yamaguchi Megumi
Một cô gái tóc ngắn đen, đeo kính, cao hơn Alice một chút. Có bố làm ở toà án pháp thuật. Cô xếp thứ 7 ở S-class. Khi khai triển phép thuật đôi lúc cô thực hiện quá đà nên bị gọi là "Pháp sư không thể kiềm chế". Cô thường chiến đấu cặp với Alice. Hai người hay ghen tị với các bạn nữ khác ở khoản ngực to ngực bé.
Yuri Carlton (ユーリ カールトン Yūri Kāruton)
Lồng tiếng bởi: Nagatsuma Juri
Một cô gái tóc cam dài, thân hình cao và bốc lửa nhất nhóm nữ. Gia đình cô kinh doanh nhà trọ. Cô xếp thứ 8 ở S-class.
Tony Freyd (トニー フレイド Tonī Fureido)
Lồng tiếng bởi: Kobayashi Chiaki
Một chàng trai có mái tóc nâu. Cậu vốn là nam sinh trường hiệp sĩ nhưng giờ chuyển sang học pháp thuật. Cậu xếp thứ 9 ở S-class.
Julius von Littenheim (ユリウス フォン リッテンハイム Yuriusu fon Rittenhaimu)
Lồng tiếng bởi: Komoto Keisuke
Bạn từ nhỏ của August và Thor kiêm vệ sĩ cho August, con của gia đình công tước Littenheim. Gia đình cậu sở hữu khu resort biển. Cậu xếp thứ 10 ở S-class. Cách chiến đấu của cậu thiên về thể lực. Cậu thường chiến đấu cặp với Thor.
Mark Bean (マーク ビーン Māku Bīn)
Lồng tiếng bởi: Hayama Shota
Một chàng trai ở A-class được tuyển vào Hội Pháp thuật Tối thượng của S-class và là bạn trai của Olivia. Gia đình cậu là lò rèn có tiếng. Cậu thường chiến đấu bên cạnh bạn gái mình. Sau thời gian tiến bộ cùng mọi người, cậu được thăng lên S-class.
Olivia Stone (オリビア ストーン Oribia Sutōn)
Lồng tiếng bởi: Sato Saya
Một cô gái ở A-class được tuyển vào Hội Nghiên cứu Pháp thuật Tối thượng của S-class và là bạn gái của Mark. Gia đình cô sở hữu nhà hàng nổi tiếng. Cô thường chiến đấu bên cạnh bạn trai mình. Sau thời gian tiến bộ cùng mọi người, cô được thăng lên S-class.
Merlin Wolford (マーリン＝ウォルフォード Mārin Worufōdo)
Lồng tiếng bởi: Yara Yusaku
Là Hiền Nhân và là người nhận nuôi Shin. Là một anh hùng của vương quốc với các ma pháp và các kĩ năng thuộc mức độ huyền thoại khi ông và Melida tiêu diệt ma nhân. Mọi nơi họ đi đến đều có fan hâm mộ vây quanh và được cho là chuẩn mực của sự vĩ đại.
Melida Bowen (メリダ＝ボーウェン Merida Bōwen)
Lồng tiếng bởi: Takashima Gara
Là Bậc Thầy Pháp Sư, nhà chế tạo ma pháp cụ vĩ đại nhất mọi thời đại và cũng từng là vợ của Merlin. Melida cũng góp phần nuôi dạy Shin và dạy anh kĩ năng chế tạo ma pháp cụ. Dù nghiêm khác nhưng bà rất quan tâm tới Shin và bất ngờ với sự sáng tạo của Shin. Bà cũng dạy Shin các kiến thức của mình để đảm bảo cậu không bị lợi dụng vì quá ngây thơ.
Oliver Schtrom (オリバー・シュトロム Oribā Shutorōmu)
Lồng tiếng bởi: Morikawa Toshiyuki
Kurt von Rietsburg (カート＝フォン＝リッツバーグ Kāto fon Rittsubāgu)
Lồng tiếng bởi: Masuoka Daisuke
Là một quý tộc kiêu ngạo luôn coi thường những người không thuộc lớp quý tộc. Cậu luôn cố lạm dụng quyền lực của mình để lách, bất chấp quy định trường và luật hoàng gia. Là thành viên lớp A, ghen tị với Shin, luôn nghĩ rằng Shin đứng đầu bài kiểm tra đầu vào vì gian lận và được nhận vào lớp S đáng ra phải thuộc của mình.Tuy vậy cậu không phải lúc nào cũng thế, nhưng sau một chuyến tham quan đến phòng thí nghiệm của giáo viên, cậu dần bắt đầu cư xử lạ hơn. Lòng căm thù và sức ảnh hưởng của giáo viên đã biến cậu trở thành một Ma Nhân và tấn công ngôi trường, buộc Shin phải giết cậu để bảo vệ mọi người.

## Phương tiện truyền thông

### Tiểu thuyết nhẹ
Tsuyoshi Yoshioka đã bắt đầu loạt truyện trên một trang web về tiểu thuyết. SAu đó bộ truyện được mua lại và xuất bản bởi Enterbrain, nhà xuất bản đã ra mắt cuốn truyện đầu tiên vào ngày 30 tháng 5 năm 2015.
| #  | Ngày phát hành            | ISBN              |
| -- | ------------------------- | ----------------- |
| 1  | Ngày 30 tháng 7 năm 2015  | 978-4-04-730586-1 |
| 2  | Ngày 30 tháng 10 năm 2015 | 978-4-04-730766-7 |
| 3  | Ngày 29 tháng 2 năm 2016  | 978-4-04-730977-7 |
| 4  | Ngày 30 tháng 7 năm 2016  | 978-4-04-734219-4 |
| 5  | Ngày 30 tháng 11 năm 2016 | 978-4-04-734349-8 |
| 6  | Ngày 30 tháng 3 năm 2017  | 978-4-04-734540-9 |
| 7  | Ngày 30 tháng 9 năm 2017  | 978-4-04-734777-9 |
| 8  | Ngày 30 tháng 3 năm 2018  | 978-4-04-735053-3 |
| 9  | Ngày 29 tháng 12 năm 2018 | 978-4-04-735427-2 |
| 10 | Ngày 29 tháng 6 năm 2019  | 978-4-04-735671-9 |
| 11 | Ngày 30 tháng 10 năm 2019 | 978-4-04-735758-7 |
| 12 | Ngày 30 tháng 3 năm 2020  | 978-4-04-736024-2 |
| 13 | Ngày 30 tháng 9 năm 2020  | 978-4-04-736186-7 |
| 14 | Ngày 30 tháng 3 năm 2021  | 978-4-04-736507-0 |
| 15 | Ngày 30 tháng 9 năm 2021  | 978-4-04-736780-7 |
| 16 | Ngày 28 tháng 2 năm 2022  | 978-4-04-736930-6 |
| 17 | Ngày 29 tháng 11 năm 2022 | 978-4-04-737234-4 |

### Truyện tranh
Tác phầm được chuyển thể thành Manga, viết bởi Tsuyoshi Yoshioka và minh họa bởi Shunsuke Ogata, bắt đầu phát hành trên trang web Young Ace Up của Kadokawa Shoten vào tháng 3 năm 2016. Hai mươi bảy một cuốn Tankōbon được phát hành vào ngày 7 tháng 8 năm 2025.
| #  | Ngày phát hành            | ISBN              |
| -- | ------------------------- | ----------------- |
| 1  | Ngày 26 tháng 11 năm 2016 | 978-4-0410-5036-1 |
| 2  | Ngày 25 tháng 2 năm 2017  | 978-4-0410-5536-6 |
| 3  | Ngày 25 tháng 4 năm 2017  | 978-4-0410-5537-3 |
| 4  | Ngày 25 tháng 7 năm 2017  | 978-4-0410-5786-5 |
| 5  | Ngày 24 tháng 10 năm 2017 | 978-4-0410-5787-2 |
| 6  | Ngày 2 tháng 2 năm 2018   | 978-4-0410-5789-6 |
| 7  | Ngày 3 tháng 7 năm 2018   | 978-4-0410-6931-8 |
| 8  | Ngày 4 tháng 10 năm 2018  | 978-4-0410-6932-5 |
| 9  | Ngày 29 tháng 12 năm 2018 | 978-4-0410-6933-2 |
| 10 | Ngày 30 tháng 3 năm 2019  | 978-4-0410-6934-9 |
| 11 | Ngày 26 tháng 4 năm 2019  | 978-4-0410-8121-1 |
| 12 | Ngày 10 tháng 9 năm 2019  | 978-4-0410-8122-8 |
| 13 | Ngày 4 tháng 2 năm 2020   | 978-4-0410-8123-5 |
| 14 | Ngày 10 tháng 7 năm 2020  | 978-4-0410-8124-2 |
| 15 | Ngày 10 tháng 10 năm 2020 | 978-4-0410-9900-1 |
| 16 | Ngày 10 tháng 2 năm 2021  | 978-4-0410-9917-9 |
| 17 | Ngày 9 tháng 7 năm 2021   | 978-4-0411-1470-4 |
| 18 | Ngày 9 tháng 11 năm 2021  | 978-4-0411-1471-1 |
| 19 | Ngày 10 tháng 3 năm 2022  | 978-4-0411-1472-8 |
| 20 | Ngày 9 tháng 9 năm 2022   | 978-4-04-112620-2 |
| 21 | Ngày 10 tháng 2 năm 2023  | 978-4-04-113256-2 |
| 22 | Ngày 9 tháng 6 năm 2023   | 978-4-04-113697-3 |
| 23 | Ngày 7 tháng 12 năm 2023  | 978-4-04-114242-4 |
| 24 | Ngày 9 tháng 4 năm 2024   | 978-4-04-114643-9 |
| 25 | Ngày 10 tháng 10 năm 2024 | 978-4-04-115271-3 |
| 26 | Ngày 10 tháng 3 năm 2025  | 978-4-04-115798-5 |
| 27 | Ngày 7 tháng 8 năm 2025   | 978-4-04-116417-4 |

### Anime
Tác phầm được chuyển thể thành anime đã được công bố vào tháng 9 năm 2017. Anime sau đó được xác nhận chiếu trên truyền hình, được Masafumi chỉ đạo và Tatsuya Takahashi viết kịch bản, được hoạt hình bởi Silver Link với Yuki Sawairi phụ trách thiết kế nhân vật và Kow Otani phụ trách về nhạc. Loạt phim được chiếu vào ngày 10 tháng 4 năm 2019 trên AT-X, ABC, Tokyo MX và BS11 i☆Ris hát phần nhạc mở đầu cho loạt phim "Ultimate☆Magic", Nanami Yoshi hát nhạc kết của anime "Attoteki Vivid Days". Funimation đã được cấp phép công chiếu và sản xuất một bản lồng tiếng.
| Số tập | Tựa đề                                                      | Ngày phát sóng gốc |
| ------ | ----------------------------------------------------------- | ------------------ |
| 1      | "Seken Shirazu, Ō Miyako ni Tatsu" (世間知らず、王都に立つ) | 10 tháng 4, 2019   |
| 2      | "Jōshikiyaburi no Shinnyūsei" (常識破りの新入生)            | 17 tháng 4, 2019   |
| 3      | "Kinkyū Jitai Hassei!" (緊急事態発生！)                     | 24 tháng 4, 2019   |
| 4      | "Kuromaku no Na wa" (黒幕の名は)                            | 1 tháng 5, 2019    |
| 5      | "Hatenkōna Shineiyū" (破天荒な新英雄)                       | 8 tháng 5, 2019    |
| 6      | "Kaisen to Gōdō Kunren" (開戦と合同訓練)                    | 15 tháng 5, 2019   |
| 7      | "Gasshuku ni Ikō!" (合宿に行こう！)                         | 22 tháng 5, 2019   |
| 8      | "Hoshizora no Chikai" (星空の誓い)                          | 29 tháng 5, 2019   |
| 9      | "Mago to Madō gu to Kon'yaku Hirō" (孫と魔道具と婚約披露)   | 5 tháng 6, 2019    |
| 10     | "Metsubō Suru Teikoku" (滅亡する帝国)                       | 12 tháng 6, 2019   |
| 11     | "Shijō Saikyō no Mahōshi Shūdan" (史上最強の魔法師集団)     | 19 tháng 6, 2019   |
| 12     | "Soshite, Sekai e..." (そして、世界へ...)                   | 26 tháng 6, 2019   |